# Romanze Nr. 2
Romanze Nr. 2 (Romans nr 2 g-moll), op. 255, är ett verk av Johann Strauss den yngre. Den spelades första gången någon gång mellan maj och oktober 1860 i Pavlovsk i Ryssland. 

## Historia
Johann Strauss tillbringade tolv mycket framgångsrika konsertsäsonger i Ryssland mellan 1856 och 1865. Dessa år visade sig inte bara vara ekonomiskt lönsamma, utan tillhör även de mest musikaliskt produktiva perioderna i hans karriär. För sin ryska publik skapade Strauss också flera instrumentala romanser. Målet var att intresserad ryssarna för österrikisk musik. Musikprogrammen fokuserade naturligtvis på hans egen musik men med åren steg andelen rysk musik i konserterna. Dessutom försökte Strauss från början berika de wienska dansformerna med slaviska motiv. Med särskild omsorg anammade Strauss också en konstgenre som länge hade använts inom rysk nationell musik: den elegiska och melankoliska romansen.
Mellan 1860 och 1865 komponerade Strauss sex musikaliska romanser, varav två, Romanze Nr. 3 (1863) och Romanze Nr. 4 (1864), förblivit opublicerade. Av de fyra publicerade tillkom de två första (Romans i d-moll och g-moll) förmodligen i Pavlovsk sommaren 1860 och förekom i en pianoversion utgiven av A.Büttner i Sankt Petersburg. Det har inte gått att spåra ett eventuellt framförande av verken i Ryssland under 1860, trots att båda förekom i flera av musikprogrammen för 1861. Den 21 november 1860 annonserade tidningen Fremden-Blatt att Johann Strauss planerade att spela Romanze Nr. 1 och Nr. 2 i Wien vid en konsert i Volksgarten den 25 november. Emedan en tidigare annons för samma konsert i Fremden-Blatt från den 23 november utesluter de två romanserna från spellistan av nya kompositioner och inget av verken nämns i den detaljerade recensionen från konserten som publicerades i Der Zwischen-Akt den 27 november 1860 är det troligt att Strauss beslöt att inte framföra verken. Verken fick istället sin österrikiska premiär den 1 december 1860 i danslokalen Zum Sperl.
Den uppenbara kärleken till musikaliska romanser delades inte av Strauss förläggare Carl Haslinger. Vanligtvis var han en ivrig förespråkare för Strauss dansmusik men inte när det gällde hans romanser. Inte förrän nästan ett år senare publicerade Haslinger verket, vilken han inkluderade i samlingen "Neuigkeiten für das Pianoforte, 14.Abt. No. 141". Förseningen med publiceringen av Romanze Nr. 2 kan också förklara Haslingers misstag att ge den opusnumret 255, som han även hade givit Strauss kadrilj St. Petersburg, publicerad samma månad. Pianoversionen av Romanze Nr. 2 har ingen dedikation, men en notis i Der Zwischen-Akt ett år tidigare (den 8 november 1860) nämner att Strauss hade komponerat två romanser under sin vistelse i Pavlovsk, samt att "den ena är tillägnad storhertiginnan av Oldenburg och den andra till furstinnan av Megrelien". Då den första av dessa verk (Romanze Nr. 1 op. 243) är tillägnad furstinnan Ekaterine Dadiani av Megrelien (1816–1882), är det uppenbart att Romanze Nr. 2 är tillägnad storhertiginnan Elisabeth av Oldenburg (1826–1896) (fjärde dotter till Josef av Sachsen-Altenburg) som var gift med storhertig Peter II av Oldenburg.
Dessvärre utgav Haslinger inget orkestermaterial av Romanze Nr. 2. I slutet av 1960-talet arrangerade Max Schönherr en version för cello, harpa och orkester vilken användes till inspelning av Volym 37 i Marco Polo-serien av Johann Strauss samlade verk från 1992. Samma år lyckades Thomas Aigner vid Wiens institut för Strauss-forskning lokalisera en manuskriptkopia av orkesterpartituret från 1861 vid Statliga Sjostakovitj filharmonins bibliotek i Sankt Petersburg.

## Om verket
Speltiden för första versionen är ca 4 minuter och 41 sekunder, och för andra versionen ca 3 minuter och 55 sekunder plus minus några sekunder beroende på dirigentens musikaliska tolkning.

## Weblänkar
- Första versionen av Romanze Nr. 2 i Naxos-utgåvan.
- Andra versionen av Romanze Nr. 2 i Naxos-utgåvan.